# Nannophrys
Nannophrys é um género de anfíbio anuro pertencente família Ranidae.

## Espécies
- Nannophrys ceylonensis Günther, 1869
- †Nannophrys guentheri Boulenger, 1882
- Nannophrys marmorata Kirtisinghe, 1946
- Nannophrys naeyakai Fernando, Wickramasingha & Rodirigo, 2007